# Приложна етика
Приложна етика е предназначена за практикуващите в дадена професия равносилно на професионалните философи, „тя е философското изследване, от морална гледна точка, на определени въпроси в частния и публичния живот, които са предмет на морално съждение“.
Приложната етика се отнася до „широките принципи на професионално поведение“ , които трябва да бъдат разпознати от специалистите в дадена област.

## Дялове
- Биоетика
- Бизнес етика
- Въпроси относно човешките права (например джендър / сексизъм, расизъм и др.)
- Въпроси свързани с права на животните
- Етика в социалната работа
- Етика на обучението
- Етика на околната среда (напр. глобално затопляне)
- Изследователска етика
- Компютърна етика
- Политическа етика / Правителствена етика / Етика в публичната администрация
  - Международна етика
- Правна етика
- Маркетингова етика
- Медийна етика / журналистическа етика
- Медицинска етика
  - Невроетика
- Сексуална етика
- Спортна етика